# Удабно
Удабно (груз. უდაბნო) — село в Грузії. Розташоване в Саґареджойському муніципалітеті краю Кахетія. Висота над рівнем моря становить 750 метрів. Населення — 597 осіб (2014 рік).